# Parczew
Pour les articles homonymes, voir Parczew (homonymie).
Parczew (prononciation [ˈpart͡ʂɛf])  est une ville dans la voïvodie de Lublin, dans le powiat de Parczew, située dans l'est de la Pologne. 
Elle est le chef-lieu de la gmina de Parczew et du powiat de Parczew.
Parczew se situe à environ 60 kilomètres au nord de Lublin (capitale de la voïvodie) et 70 kilomètres au sud de Biala Podlaska.
Sa population s'élevait à 10 214 habitants en 2009 repartie sur une superficie de 8,05 km².

## Histoire
Parczew obtient le statut de ville en 1401.

Une communauté juive existe dans la ville depuis le début du XVIe siècle. 
Juste avant le début de la Seconde Guerre mondiale, la communauté juive représente 5 000 personne, plus de la moitié de la population totale.

Lors de l'occupation par les Allemands, les juifs sont enfermés dans un ghetto avec ceux de villes proches. Le 19 août 1942, les nazis déportent 3 000 juifs au Camp d'extermination de Treblinka puis 2 000 personnes quelques jours plus tard. La ville sera le théâtre de massacres.  Quelques groupes de résistants juifs (en) s'organisent dans les forêts des environs.
Le cimetière juif de la ville, fondé en 1633 sera détruit par les nazis. Après guerre il deviendra un jardin public. En 1979 la municipalité y dévoile un monument dédié aux victimes. Une synagogue de la ville construite en 1920 sera reconvertie en salle de cinéma puis de mariage. Une seconde synagogue datant de la seconde moitié du XIXe siècle sera elle reconvertie en usine puis en restaurant.

Après guerre, la ville est l'une des rares où les juifs essayent de reconstruire une communauté. 200 juifs habitent la ville en 1946.
De 1975 à 1998, la ville est attachée administrativement à l'ancienne Voïvodie de Biała Podlaska.
Depuis 1999, elle fait partie de la nouvelle voïvodie de Lublin.

## Personnalités liées à la ville
ville de naissance
- Tomasz Dudziński
- Sławomir Nazaruk
- Aron Sztarkman
- Tomasz Wilczyński

ville de décès
- Apolinary Nosalski

Ville de résidence
- Margot Woelk

## Coopération internationale

### Jumelage
- France : Bressuire[5]
- Ukraine : Liouboml[6]
- Lituanie : Preny[7]